# Blies-Guersviller
Blies-Guersviller (fràncic lorenès Gerschwiller) és un municipi francès situat al departament del Mosel·la i a la regió del Gran Est. L'any 2007 tenia 609 habitants.

## Demografia

### Població
El 2007 la població de fet de Blies-Guersviller era de 609 persones. Hi havia 232 famílies, de les quals 44 eren unipersonals (8 homes vivint sols i 36 dones vivint soles), 64 parelles sense fills, 104 parelles amb fills i 20 famílies monoparentals amb fills.
La població ha evolucionat segons el següent gràfic:
Habitants censats

### Habitatges
El 2007 hi havia 242 habitatges, 236 eren l'habitatge principal de la família, 1 era una segona residència i 5 estaven desocupats. 231 eren cases i 11 eren apartaments. Dels 236 habitatges principals, 217 estaven ocupats pels seus propietaris, 17 estaven llogats i ocupats pels llogaters i 2 estaven cedits a títol gratuït; 1 tenia una cambra, 1 en tenia dues, 17 en tenien tres, 35 en tenien quatre i 182 en tenien cinc o més. 209 habitatges disposaven pel capbaix d'una plaça de pàrquing. A 85 habitatges hi havia un automòbil i a 134 n'hi havia dos o més.

### Piràmide de població
La piràmide de població per edats i sexe el 2009 era:
| Homes | Edats   | Dones |
| ----- | ------- | ----- |
| 0     | 95 o +  | 0     |
| 0     | 90 a 94 | 0     |
| 0     | 85 a 89 | 8     |
| 0     | 80 a 84 | 0     |
| 12    | 75 a 79 | 8     |
| 4     | 70 a 74 | 24    |
| 4     | 65 a 69 | 12    |
| 24    | 60 a 64 | 8     |
| 4     | 55 a 59 | 4     |
| 20    | 50 a 54 | 24    |
| 44    | 45 a 49 | 40    |
| 24    | 40 a 44 | 44    |
| 28    | 35 a 39 | 20    |
| 20    | 30 a 34 | 24    |
| 12    | 25 a 29 | 8     |
| 24    | 20 a 24 | 12    |
| 44    | 15 a 19 | 32    |
| 32    | 10 a 14 | 20    |
| 12    | 5 a 9   | 28    |
| 20    | 0 a 4   | 24    |

## Economia
El 2007 la població en edat de treballar era de 440 persones, 311 eren actives i 129 eren inactives. De les 311 persones actives 287 estaven ocupades (162 homes i 125 dones) i 24 estaven aturades (9 homes i 15 dones). De les 129 persones inactives 46 estaven jubilades, 34 estaven estudiant i 49 estaven classificades com a «altres inactius».

### Ingressos
El 2009 a Blies-Guersviller hi havia 235 unitats fiscals que integraven 606 persones, la mediana anual d'ingressos fiscals per persona era de 21.432,5 €.

### Activitats econòmiques
Dels 8 establiments que hi havia el 2007, 2 eren d'empreses extractives, 1 d'una empresa de construcció, 2 d'empreses de comerç i reparació d'automòbils, 2 d'empreses d'hostatgeria i restauració i 1 d'una entitat de l'administració pública.
Els 2 serveis als particulars que hi havia el 2009 eren restaurants.
L'any 2000 a Blies-Guersviller hi havia 10 explotacions agrícoles que ocupaven un total de 365 hectàrees.

## Equipaments sanitaris i escolars
El 2009 hi havia 1 escola maternal i 1 escola elemental integrada dins d'un grup escolar amb les comunes properes formant una escola dispersa.

## Poblacions més properes
El següent diagrama mostra les poblacions més properes.